# Strońsko

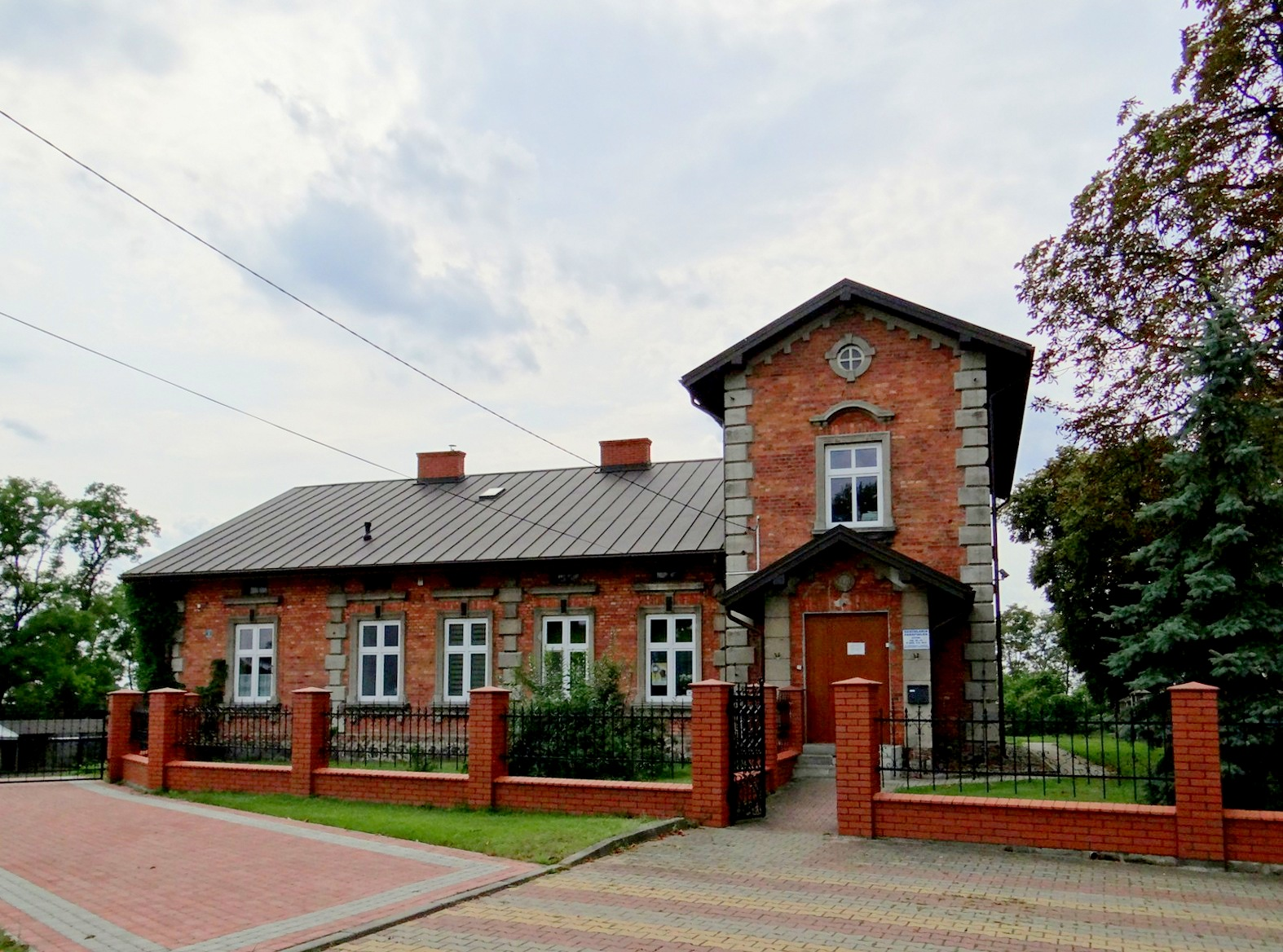
Plebania przy kościele św. Urszuli

Strońsko – wieś w Polsce położona w województwie łódzkim, w powiecie zduńskowolskim, w gminie Zapolice.
W latach 1975–1998 miejscowość administracyjnie należała do województwa sieradzkiego.
Wieś położona w odległości 12 km na południowy wschód od Sieradza, na wysokim brzegu pradoliny Warty, skąd roztacza się rozległy widok na Kotlinę Sieradzką. Pierwsza wzmianka o niej pochodzi z 1389 r., kiedy to wymieniono Stanisława Mikołaja de Strońsko. W 1873 r. na terenie przykościelnym odkrył cmentarzysko kultury pomorskiej Edmund Stawiski z Podłężyc. Znalazł tu także interesujące materiały kultury polskiej w postaci kafli. We wsi kościół pw. św. Urszuli i 11 Tysięcy Dziewic z I poł. XIII w., przebudowany w 1458 r. przez miejscowego dziedzica Strońskiego herbu Doliwa, rozbudowany w 1600 r., a w 1726 r. przez kasztelana spicymierskiego Kazimierza Walewskiego, także na początku XX w. Elementy stylu romańskiego zachowały się najlepiej na zewnętrznej stronie prezbiterium i części nawy, gdzie widoczna jest romańska faktura murów oraz dwa okna zamknięte półkoliście. Na absydzie arkadowy fryz z cegły oraz półokrągłe okienko na osi. Na zewnętrznej stronie muru prezbiterium charakterystyczne okrągłe wgłębienia – ślad po rytualnym nieceniu ognia przy użyciu świdra ogniowego. Najwartościowszym zabytkiem świątyni jest kamienny półokrągły tympanon, znajdujący się nad drzwiami w pd. kruchcie, przedstawiający legendarnego bazyliszka w obramieniu plecionkowego ornamentu. Jest to unikatowy w Polsce charakter zdobienia, wskazujący na skandynawskie lub tyrolskie pochodzenie tympanonu. Wyposażenie wnętrza kościoła barokowe – z XVII i XVIII w. W bocznym ołtarzu czczony przez miejscową ludność obraz Przemienienia Pańskiego z XVIII w. Dwie kropielnice z 1504 r. Tablica nagrobna z XIX w. rodziny Bemów, właścicieli pobliskiego Belenia, krewnych gen. Józefa Bema. Przetrwała wiadomość o proboszczu z okresu powstania styczniowego ks. Antonim Ślepowrońskim (ur. w 1807 r.), który "brał udział w powstaniu i miewał kazania podburzające". W pobliżu kościoła resztki podworskiego parku, a w nim pomnikowe okazy drzew. Kaplica cmentarna św. Krzyża, murowana, z ok. 1821 r. (klasycystyczna), restaurowana w 1926 r.
Na cmentarzu kwatery ok. 280 żołnierzy polskich poległych w 1939 r. Wśród nich grób zmarłego po wojnie w Londynie gen. br. Bronisława Laliczyńskiego dowódcy w 1939 r. 4 Pułku Piechoty Legionów z Kielc. Corocznie w pierwszą niedzielę września odbywają się tutaj uroczystości dla uczczenia pamięci poległych. Pośrodku cmentarza są dwa stare grobowce: Kobierzyckich z Kalinowej z 1800 r. i Feliksa Stawiskiego z Podłężyc z 1936 r.

## Zabytki
Według rejestru zabytków Narodowego Instytutu Dziedzictwa na listę zabytków wpisane są obiekty:
- kościół parafialny pw. św. Urszuli, 1 poł. XIII w., XVIII w., nr rej.: 69-IV-17 z 9.09.1949 oraz 49 z 21.07.1967
- kaplica cmentarna, pocz. XIX w., nr rej.: 74-IV-22 z 9.09.1949 oraz 50 z 20.07.1967